# World Athletics Indoor Tour 2025
Il World Athletics Indoor Tour 2025 è la decima edizione del World Athletics Indoor Tour, serie di meeting internazionali indoor di atletica leggera organizzata annualmente dalla World Athletics.
Le discipline valide per questa edizione sono i 60 m, 800 m, 3000 m, salto con l'asta, salto triplo e getto del peso per le donne e 400 m, 1500 m, 60 m ostacoli, salto in alto e salto in lungo per gli uomini.

## I meeting

### Gold[1]
| Nº | Meeting                               | Stadio                            | Sede      | Data        |
| -- | ------------------------------------- | --------------------------------- | --------- | ----------- |
| 1  | Astana Indoor Meeting                 | Track & Field complex QAZAQSTAN   | Astana    | 25 gennaio  |
| 2  | Belgrade Indoor Meeting               | Atletska dvorana                  | Belgrado  | 29 gennaio  |
| 3  | New Balance Indoor Grand Prix         | the TRACK at new balance          | Boston    | 2 febbraio  |
| 4  | Czech Indoor Gala 2024                | Atletická hala                    | Ostrava   | 4 febbraio  |
| 5  | INIT Meeting Karlsruhe                | Europahalle                       | Karlsruhe | 7 febbraio  |
| 6  | Millrose Games                        | Armory Track&Field Center         | New York  | 8 febbraio  |
| 7  | Meeting Hauts-de-France Pas-de-Calais | Arena stade couvert de Liévin     | Liévin    | 13 febbraio |
| 8  | ORLEN Copernicus Cup                  | Arena Toruń                       | Toruń     | 16 febbraio |
| 9  | Villa de Madrid                       | Centro Deportivo Municipal Gallur | Madrid    | 28 febbraio |

### Silver[2]
| Nº | Meeting                            | Stadio                              | Sede             | Data                  |
| -- | ---------------------------------- | ----------------------------------- | ---------------- | --------------------- |
| 1  | CMCM Indoor Meeting                | Coque Sport Center                  | Kirchberg        | 19 gennaio            |
| 2  | Perche Elite Tour                  | Complexe Kindarena                  | Rouen            | 24-25 gennaio         |
| 3  | Elite Indoor Track Miramas Meeting | Stadium Miramas Métropole           | Miramas          | 31 gennaio            |
| 4  | Perch'Xtrem                        | Palais des Sports Caen la Mer       | Caen             | 2 febbraio            |
| 5  | Meeting de l'Eure                  | Stade couvert Jesse Owens           | Val-de-Reuil     | 2 febbraio            |
| 6  | Beskydská laťka                    | Werk Arena                          | Třinec           | 5 febbraio            |
| 7  | Hustopečské skákání                | Městská sportovní hala              | Hustopeče        | 8 febbraio            |
| 8  | Meeting Metz Moselle Athlelor      | L'Anneau-Halle d'athlétisme de Metz | Metz             | 8 febbraio            |
| 9  | ORLEN Cup Łódź 2024                | Atlas Arena                         | Łódź             | 8 febbraio            |
| 10 | ISTAF INDOOR Düsseldorf            | ISS Dome                            | Düsseldorf       | 9 febbraio            |
| 11 | Meeting de Paris                   | AccorHotels Arena de Bercy          | Parigi           | 9 febbraio            |
| 12 | ISTAF INDOOR                       | Mercedes-Benz Arena                 | Berlino          | 14 febbraio           |
| 13 | Meeting Indoor de Lyon             | Halle Stéphane Diagana              | Lione            | 15 febbraio           |
| 14 | 30th Banskobystrická latka         | Športová hala Dukla                 | Banská Bystrica  | 18 febbraio           |
| 15 | Hvězdy v Nehvizdech                | Sportovní Hala                      | Nehvizdy         | 19 febbraio           |
| 16 | All Star Perche                    | Maison des Sports                   | Clermont-Ferrand | 28 febbraio - 1 marzo |
| 17 | Mondo Classic                      | IFU Arena                           | Uppsala          | 13 marzo              |

### Bronze[3]
| Nº | Meeting                            | Stadio                                | Sede               | Data           |
| -- | ---------------------------------- | ------------------------------------- | ------------------ | -------------- |
| 1  | Sparkassen Indoor Meeting Dortmund | Helmut-Körnig-Halle                   | Dortmund           | 18 gennaio     |
| 2  | Starperche                         | Palais des Sports                     | Bourdeaux          | 18 gennaio     |
| 3  | Aarhus SPRINT'n'JUMP               | Aarhus Atletik og Løbeakademi         | Århus              | 21 gennaio     |
| 4  | Dr. Sander Invitational            | Armory Track                          | New York           | 25 gennaio     |
| 5  | Jablonec Indoor 2024               | Atletická hala - stadion Střelnice    | Jablonec nad Nisou | 25 gennaio     |
| 6  | Meeting indoor Nantes Métropole    | Stadium Pierre-Quinon                 | Nantes             | 25 gennaio     |
| 7  | GP Jyväskylä Indoor                | Hipposhalli                           | Jyväskylä          | 29 gennaio     |
| 8  | International Jump Meeting Cottbus | Lausitz-Arena                         | Cottbus            | 29 gennaio     |
| 9  | Gorzów Jump Festival               | Arena Gorzów                          | Gorzów             | 30 gennaio     |
| 10 | Medavie Indoor Invitational        | Irving Oil Fieldhouse                 | Saint John         | 31 gennaio     |
| 11 | IFAM Gent Indoor                   | Topsporthal Vlaanderen                | Gand               | 1 febbraio     |
| 12 | IFAM Louvain-La-Neuve Indoor       | Complexe Sportif de Blocry            | Louvain-la-Neuve   | 5 febbraio     |
| 13 | Tampere Indoor Meeting             | TESC                                  | Tampere            | 6 febbraio     |
| 14 | Udin Jump Development              | Palaindoor O. Bernes                  | Udine              | 6 febbraio     |
| 15 | BKK Freundenberg High Jump Meeting | TSG-Halle                             | Weinheim           | 7 febbraio     |
| 16 | Meeting Ciudad de Valencia         | Velódromo Luis Puig                   | Valencia           | 7 febbraio     |
| 17 | Memorial Josip Gasparac Pole Vault | Nastavno-sportska dvorana Gradski vrt | Osijek             | 11-12 febbraio |
| 18 | Perche en Or                       | Complexe sportif Léo Lagrange         | Tourcoing          | 15 febbraio    |

### Challenger[4]
| Nº | Meeting                                 | Stadio                               | Sede              | Data        |
| -- | --------------------------------------- | ------------------------------------ | ----------------- | ----------- |
| 1  | Pole Vault GP Tallinn                   | Lasnamäe Kergejõustikuhall           | Tallinn           | 2 gennaio   |
| 2  | Miting Catalunya                        | Pista Coberta de Catalunya           | Sabadell          | 10 gennaio  |
| 3  | Starperche                              | Centre Sportif du Dévoluy            | Le Dévoluy        | 11 gennaio  |
| 4  | Loughborough Indoor Pole Vault Memorial | Loughborough University Indoor Track | Loughborough      | 12 gennaio  |
| 5  | Stabhochsprung Stars 2025               | Raiffeisen athletics-center          | Frauenfeld        | 12 gennaio  |
| 6  | Česká tyčka 2025                        | Přetlaková hala Strahov              | Praga             | 18 gennaio  |
| 7  | I Meeting Internacional de Ourense      | Raiffeisen athletics-center          | Ourense           | 18 gennaio  |
| 8  | Memorial "Alessio Giovannini"           | PalaCasali                           | Ancona            | 18 gennaio  |
| 9  | Vaggelis Kourkoutidis Memorial          | Tasoula Kelesidou indoor track       | Salonicco         | 18 gennaio  |
| 10 | Otrokovice Jump                         | Městská sportovní hala               | Otrokovice        | 22 gennaio  |
| 11 | Inter Hallenmeeting                     | Leichtathletikhalle im Sportforum    | Chemnitz          | 25 gennaio  |
| 12 | Full Moon Jump                          | Friidrottens Hus                     | Göteborg          | 25 gennaio  |
| 13 | Malaga Indoor Match Antequera           | Centro de Tecnificación de Atletismo | Antequera         | 25 gennaio  |
| 14 | Nordhausen Indoor Kugelstossen          | Wiedigsburghalle                     | Nordhausen        | 25 gennaio  |
| 15 | Breuninger Hallenmeeting                | Hartwig-Gauder-Halle                 | Erfurt            | 31 gennaio  |
| 16 | Meeting 3 Sauts                         | Salle Marie Collonvillé              | Amiens            | 1 febbraio  |
| 17 | Rochlitz Shot Put Meeting               | Turnhalle Am Regenbogen              | Rochlitz          | 2 febbraio  |
| 18 | International High Jump Gala Elmos      | Sporthal De Lichten                  | Heist-op-den-Berg | 8 febbraio  |
| 19 | Indoor Spike                            | Atletická hala                       | Ostrava           | 13 febbraio |
| 20 | Bannister Winter Classic                | Friidrottens Hus                     | Göteborg          | 15 febbraio |

## Risultati (Gold)

### Donne
| #          | Meeting   | 60 m                        | 800 m                      | 3000 m                          | Salto con l'asta     | Salto triplo                    | Getto del peso         |
| 1          | Astana    | Tia Clayton 7"18            | -                          | Marta Alemayo 8'39"80           | -                    | Neja Filipič 14,05 m            | Chase Jackson 19,13 m  |
| 2          | Belgrado  | Zaynab Dosso 7"12           | Eloisa Coiro 2'01"98       | Meseret Yeshaneh 8'56"32        | -                    | -                               | -                      |
| 3          | Boston    | Jacious Sears 7"11          | -                          | Melissa Courtney-Bryant 8'28"69 | -                    | Jasmine Moore 13,89 m           | -                      |
| 4          | Ostrava   | Patrizia van der Weken 7"08 | Gabriela Gajanová 2'02"16  | Freweyni Hailu 8'24"17          | Tina Šutej 4,70 m    | -                               | -                      |
| 5          | Karlsruhe | Patrizia van der Weken 7"13 | Prudence Sekgodiso 1'59"88 | Lomi Mutela 8'57"52             | Molly Caudery 4,75 m | -                               | Sarah Mitton 20,68 m = |
| 6          | New York  | Jacious Sears 7"02          | Shafiqua Maloney 1'59"07   | Whittni Morgan 8'28"03          | Katie Moon 4,82 m    | -                               | -                      |
| 7          | Liévin    | -                           | Tsige Duguma 1'59"02       | Freweyni Hailu 8'19"98          | Katie Moon 4,83 m    | Leyanis Pérez Hernández 14,62 m | -                      |
| 8          | Toruń     | Zaynab Dosso 7"05           | Tsige Duguma 2'00"04       | -                               | -                    | -                               | Chase Jackson 20,24 m  |
| 9          | Madrid    |                             |                            |                                 |                      |                                 |                        |
| Vincitrice |           |                             |                            |                                 |                      |                                 |                        |

### Uomini
| #         | Meeting   | 400 m                     | 1500 m / miglio                                                    | 60 m hs              | Salto in alto        | Salto in lungo        |
| 1         | Astana    | Alex Haydock-Wilson 46"45 | Kristian Uldbjerg Hansen 3'39"03                                   | Dylan Beard 7"58     | Luis Castro 2,15 m   | Lester Lescay 7,91 m  |
| 2         | Belgrado  | Attila Molnár 45"66       | Anass Essayi 3'37"56                                               | -                    | -                    | Thobias Montler 8,23  |
| 3         | Boston    | Quincy Wilson 45"66       | Josh Hoey 3"33'66                                                  | Grant Holloway 7"42  | Vernon Turner 2,19 m | -                     |
| 4         | Ostrava   | Attila Molnár 45"08       | Isaac Nader 3'54"17 (miglio)                                       | -                    | -                    | Mattia Furlani 8,23   |
| 5         | Karlsruhe | Brian Faust 46"03         | Samuel Pihlström 3'35"62                                           | Wilhem Belocian 7"53 | -                    | -                     |
| 6         | New York  | -                         | Yared Nuguse 3'46"63 (miglio)                                      | Dylan Beard 7"38     | -                    | -                     |
| 7         | Liévin    | -                         | Azeddine Habz 3'32"29 (1500 m) Jakob Ingebrigtsen 3'45"14 (miglio) | Grant Holloway 7"36  | -                    | Mingkun Zhang 8,04 m  |
| 8         | Toruń     | -                         | Elliot Giles 3'35"43                                               | Louis Rollins 7"59   | -                    | Mattia Furlani 8,37 m |
| 9         | Madrid    |                           |                                                                    |                      | -                    | -                     |
| Vincitore |           |                           |                                                                    |                      |                      |                       |